# Tiré à part (film)
Pour plus de détails, voir Fiche technique et Distribution.
Tiré à part est un film français réalisé par Bernard Rapp, sorti en 1996, fondé sur le livre du même titre de Jean-Jacques Fiechter publié en 1993.

## Synopsis
Nicolas (Daniel Mesguich) apporte son dernier manuscrit à son ami Edward (Terence Stamp). Si le style séduit Edward, l'histoire lui rappelle étrangement un crime dont il fut l'un des acteurs 30 ans auparavant.

## Fiche technique
- Titre : Tiré à part
- Réalisation : Bernard Rapp, assisté d'Emmanuel Gust
- Scénario :  Bernard Rapp et Richard Morgiève d'après l'œuvre de Jean-Jacques Fiechter[1]
- Producteur : Joël Foulon
- Directeur de Production : Éric Dussart
- Régisseur Général : Christine de Jekel
- 1er assistant réalisateur : Olivier Horlait
- Directeur de la Photographie : Romain Winding
- Musique : Jean-Philippe Goude
- Pays d'origine : France
- Genre : thriller, drame
- Durée : 85 minutes
- Date de sortie : 22 janvier 1997 (France), 11 juin 1997 (Belgique)

## Distribution
- Terence Stamp : Edward Lamb
- Daniel Mesguich : Nicolas Fabry
- Maria de Medeiros : Nancy Pickford
- Jean-Claude Dreyfus : Georges Récamier
- Frank Finlay : John Rathbone
- Hannah Gordon : Doris
- Amira Casar : Farida
- Gérard Bôle du Chaumont : Auteur Grunge
- Charles-Antoine Decroix : Docteur Bloch
- Arno Feffer : Avocat Nancy
- Emmanuel Fouquet : Journaliste Radio
- Huguette Maillard : Yasmina
- Sophie Mounicot : Fabienne
- Brigitte Morel : Pilar
- Éric Prat : Maître Leriche

## Autour du film
- Un tiré à part est un tirage supplémentaire d'une partie d'un ouvrage, réalisé hors du tirage normal.
- Avec ce film, le journaliste Bernard Rapp faisait ses débuts de réalisateur.

## Distinctions
- 1997 : Prix du meilleur scénario au Mystfest pour Bernard Rapp ; nomination au prix du meilleur film.